# Российский семинар по оценке методов информационного поиска
Российский семинар по оценке методов информационного поиска (РОМИП) — это открытый семинар, проводимый ежегодно с 2003 года группой российских исследователей и разработчиков, занимающихся информационным поиском. Основная цель семинара — создание плацдарма для проведения независимой оценки методов информационного поиска, ориентированных на работу с русскоязычной информацией. РОМИП — некоммерческий семинар: затраты на подготовку и проведение оценки возмещаются за счет грантов РФФИ и взносов участников.
Важнейшим принципом РОМИП является совместное с участниками определение задач для оценки и формирование правил проведения оценки, оргкомитет лишь координирует проведение секций. Другим основополагающим принципом РОМИП является использование результатов оценки исключительно в исследовательских целях и запрещение их использования в маркетинговых/коммерческих целях без согласия участника.
Структурно семинар представляет собой набор дорожек — секций, посвящённых конкретным проектам с определенной задачей и правилами оценки. Оргкомитет формирует тестовые наборы данных, заданий и распространяет их участникам. Участник самостоятельно и на своём оборудовании выполняет поисковые задания интересующих его дорожек, и затем предоставляет результаты (ответы) оргкомитету в оговорённые сроки. Оргкомитет организует проведение оценки полученных ответов, в большинстве случаев — с использованием независимых экспертов (асессоров). Конкретная методология оценки зависит от рассматриваемой задачи и определяется на подготовительном этапе. Информация о всех оценках участников публикуется, но эта информация анонимна: для ссылок на участников используются псевдонимы, каждый из участников знает свой псевдоним, но не знает псевдонимы других участников.
В 2006 году в РОМИП были следующие дорожки:
- классическая задача поиска по запросу
  - по коллекции нормативно-правовых документов
  - по веб-коллекции
  - по смешанной коллекции
- тематическая классификация
  - нормативно-правовых документов
  - веб-сайтов
  - веб-страниц
- фактографический поиск по новостной коллекции
- кластеризация новостного потока
- контекстно-зависимое аннотирование текстовых документов
- поиск похожих документов по документу образцу или фрагменту текста
- вопросно-ответный поиск

Участвовать в РОМИП могут все заинтересованные лица — как создатели поисковых систем, так и исследователи, занимающиеся проблемами информационного поиска.